# Erzgebirgskrimi – Wintermord
Wintermord ist ein deutscher Fernsehfilm von Tim Trageser aus dem Jahr 2025. Es handelt sich um die elfte Episode der ZDF-Kriminalfilmreihe Erzgebirgskrimi mit Kai Scheve als Robert Winkler, Lara Mandoki als Karina Szabo und Teresa Weißbach als Saskia Bergelt in den Hauptrollen. Der Film wurde am 18. Januar 2025 in der ZDF-Mediathek veröffentlicht und am 1. März 2025 im ZDF zum ersten Mal ausgestrahlt.

## Handlung
Försterin Saskia Bergelt entdeckt am Waldrand von Oberwiesenthal ein zugeschneites Auto, in dem sich die Leiche von Franz Kofler befindet. Kofler war als Lobbyist für die Liftgesellschaft tätig und sollte die Bevölkerung von der geplanten Skischaukel überzeugen – ein Projekt, das die Skigebiete am Fichtelberg in Deutschland und am Keilberg in Tschechien verbinden soll. Für die Umsetzung dieses Vorhabens wird ein Waldstück benötigt, das dem Forstbesitzer Friedrich Lieberwirth gehört. Doch Lieberwirth lehnt einen Verkauf strikt ab.
Die Kriminalpolizei übernimmt die Ermittlungen, vertreten durch Hauptkommissar Robert Winkler und seine Kollegin Karina Szabo. Währenddessen wird die Diskussion um die Skischaukel immer kontroverser. Befürworter sehen wirtschaftliche Vorteile, während Gegner Umweltauswirkungen befürchten.
Besonders der Hotelier Henri Schütz setzt sich für das Projekt ein, da er sich durch die Verbindung der Skigebiete am Fichtelberg und am Keilberg mehr Tourismus und Übernachtungsgäste erhofft. Er hat dafür auch Eric Weber in seinem Skiverleih eingestellt, einen Mann mit krimineller Vergangenheit, der einst das Erzgebirge verlassen musste. Eric ist zudem die Jugendliebe von Saskia Bergelt, was bei Winkler Eifersucht und Zweifel aufkommen lässt. Er verdächtigt ihn, in den Fall verwickelt zu sein, doch Szabo hält ihn für voreingenommen und verfolgt andere Spuren. Eine weitere Gruppe, die in den Fall verwickelt sein könnte, sind Umweltaktivisten, die sich gegen das Bauvorhaben engagieren. Angeführt von Claudia Lindner haben sie ein Protestcamp in Lieberwirths Wald errichtet und den Forstbesitzer unter Druck gesetzt.
Als Friedrich Lieberwirth schließlich tot in seiner Jagdhütte aufgefunden wird, verändert sich die Ausgangslage der Ermittlungen.

## Hintergrund
Der Film wurde in der Zeit vom 13. Februar 2024 bis 14. März 2024 in Oberwiesenthal gedreht. Das Projekt einer Skischaukel in Wintersportgebiet zwischen Deutschland und Tschechien wurde in der Vergangenheit tatsächlich diskutiert. Nach Angaben des ZDF ist Andreas Schmidt-Schaller, der den Vater der Försterin spielte, aus gesundheitlichen Gründen nicht mehr in der Serie; an seiner statt spielt  Thomas Thieme nun den Onkel der Försterin.

## Rezeption

### Kritik
Oliver Armknecht von Film-Rezensionen.de wundert sich, dass der Film beim Kinder- und Jugendfilmfestival Schlingel in Chemnitz Premiere feierte. Er bewertet ihn als „mittelmäßigen Genrebeitrag, der nichts verkehrt macht, dabei aber völlig frei ist von nennenswerten Einfällen“.
Tilmann P. Gangloff auf tittelbach.tv lobt die Episode als besonderen Film, herausragend vor allem durch die ungewöhnliche Verbindung des „handelsüblichen“ Krimithemas Proftitinteressen gegen Naturschutz mit Aberglauben und großen Gefühlen. Beeindruckend seien auch die „sorgfältige Bildgestaltung“ und die Nachtaufnahmen.

### Einschaltquote
Bei der Erstausstrahlung von Erzgebirgskrimi – Wintermord am 1. März 2025 interessierten sich in Deutschland insgesamt 6,82 Millionen Zuschauer für die Filmhandlung, was einem Marktanteil von 28,5 Prozent für das Zweite Deutsche Fernsehen entsprach. In der als Hauptzielgruppe für Fernsehwerbung deklarierten Altersgruppe von 14–49 Jahren erreichte der Film 0,28 Millionen Zuschauer und damit einen Marktanteil von 6,4 Prozent in dieser Altersgruppe.

„‚[...] die Serie findet innerhalb des ZDF großen Anklang. Nicht nur die Einschaltquoten, sondern auch die Abrufzahlen entwickeln sich sehr gut‘, freute sich Scheve. Wintermord wurde zwei Millionen Mal gestreamt.“